# Pilea rubriflora
Pilea rubriflora är en nässelväxtart som beskrevs av Charles Henry Wright. Pilea rubriflora ingår i släktet pileor, och familjen nässelväxter. Inga underarter finns listade i Catalogue of Life.